# Presidente do Congo
O presidente do Congo é o chefe de estado da República do Congo. O cargo foi criado em 15 de agosto de 1960, após o país se tornar independente da França. Atualmente o cargo é ocupado  por Denis Sassou-Nguesso.